# 懺悔偈
懺悔偈（さんげげ）とは華厳経四十巻本の普賢行願品から採った偈文（げもん）である。懺悔文（さんげもん）と呼ばれることが多い。解脱の障害となる、貪・瞋・癡の三毒は、身業・口業・意業の三業から生じる点を述べ、これを反省する内容である。
懺悔（さんげ）は悔過（けか）と同義の仏教用語。日本の仏教諸派に於いて、開経偈・三帰依文・誓願（四弘誓願）などと並び、在家檀信徒の日常の読経に広く用いられており、漢文書き下しを読むことも多い。
懺悔文は華厳経（大方広仏華厳経）四十巻本の普賢行願品にあるが、華厳経六十巻や華厳経八十巻本には存在しない一方で、唐の不空訳の普賢菩薩行願讃では「我曽所作衆罪業　皆由貪欲瞋恚癡　由身口意亦如是　我皆陳説於一切」と訳されている。

## 偈文
我昔所造諸悪業（がしゃくしょぞうしょあくごう）

皆由無始貪瞋癡（かいゆうむしとんじんち）

従身語意之所生（じゅうしんごいししょしょう）

一切我今皆懺悔（いっさいがこんかいさんげ）
—大正新脩大蔵経, 大方廣佛華嚴經 卷第四十 (般若) 

### 偈文の訳（和文）
我れ昔（むかし）より造る所のもろもろの悪業（あくごう）は

皆無始（むし）の貪瞋癡（とんじんち）に由（よ）る、

身語意（しんごい）より生ずる所なり、

一切我今（いっさいわれいま）、みな懺悔（さんげ）したてまつる

### 現代語訳
私が昔から作ってきた色々な悪い業は、

遠い過去から積み上げてきた、貪瞋癡すなわち三毒によるものです。

それは、体で行った・話した・思ったという三業から生まれたのです。

私は今、それら全てを懺悔します。